# Ioannis Papadopoulos
Ioannis Papadopoulos (Grieks: Ιωάννης Παπαδόπουλος) (17 maart 1982) is een Grieks voetbalscheidsrechter. Hij is in dienst van FIFA en UEFA sinds 2018. Ook leidt hij sinds 2015 wedstrijden in de Super League.
Op 22 augustus 2015 leidde Papadopoulos zijn eerste wedstrijd in de Griekse nationale competitie. Tijdens het duel tussen Panthrakikos en Asteras Tripolis (0–2) trok de leidsman zevenmaal de gele kaart, waarvan twee aan dezelfde speler. In Europees verband debuteerde hij tijdens een wedstrijd tussen KF Pristina en Europa FC in de eerste voorronde van de Europa League; het eindigde in 5–0 en Papadopoulos gaf vier gele kaarten. Zijn eerste interland floot hij op 11 oktober 2021, toen IJsland met 4–0 won van Liechtenstein in een kwalificatiewedstrijd voor het WK 2022. Stefán Þórðarson, Albert Guðmundsson (tweemaal) en Andri Guðjohnsen zorgden voor de doelpunten. Tijdens dit duel gaf Papadopoulos drie gele kaarten, eentje aan Noah Frommelt (Liechtenstein) en twee aan zijn landgenoot Martin Marxer.

## Interlands
| Datum           | Plaats             | Wedstrijd               | Uitslag | Competitie             | Kreeg geel | Kreeg voor de tweede keer geel en dus rood | Weggestuurd |
| --------------- | ------------------ | ----------------------- | ------- | ---------------------- | ---------- | ------------------------------------------ | ----------- |
| 11 oktober 2021 | Reykjavík, IJsland | IJsland – Liechtenstein | 4 – 0   | WK 2022 kwalificatie   | 2          | 1                                          | 0           |
| 2 juni 2022     | Tallinn, Estland   | Estland – San Marino    | 2 – 0   | Nations League 2022/23 | 2          | 0                                          | 0           |

Laatst bijgewerkt op 3 juni 2022.